# Baszpa
A Baszpa (hindi nyelven: बस्पा नदी) a Szatledzs 75 kilométer hosszú bal parti mellékfolyója az északnyugat-indiai Himácsal Prades államban.

## Földrajzi elhelyezkedése
A Baszpa az indiai-kínai határ közelében ered, a Baszpa-gleccser és más gleccserek olvadékvize táplálja. A folyó a hinduizmus szent folyójának, a Gangesznek a vízgyűjtő területéhez tartozik. A folyó nyugati irányban folyik a Baszpa-völgyön (más néven Szangla-völgyön) keresztül, mely a Himalájában, a Kinnaur körzet délkeleti részén található. A völgyet hatalmas tölgy- és fenyőerdők borítják; alsó részén zöld mezők, rétek és legelők találhatók, míg a felső részt hófödte hegyek uralják. A Baszpa-völgynek csak a Csitkul településtől számított alsó 40 kilométeres szakasza lakott, ezen a szakaszon a folyó mentén halad a közút is. A völgy legnépesebb városa Szangla, a 2011-es adatok szerint 2244 lakossal. A folyó Kárcsam településnél ömlik a Szatledzs folyóba.

## Vízerőművek
A Szangla közelében lévő Kuppánál, mintegy 10 km-re a torkolat felett, a folyón 2600 méter magasságban egy duzzasztóművet létesítettek, amely a víz nagy részét egy 7,95 kilométer hosszú alagúton és egy 845 méter hosszú nyomócsövön keresztül a folyó torkolatánál lévő vízerőműbe vezeti. A 2003 májusában üzembe helyezett vízerőmű három, egyenként 100 MW-os Pelton-turbinával rendelkezik.
A Baszpa és a Szatledzs összefolyása alatt a folyót a Kárcsam–Vángtu-gát zárja el, melynek vize négy, egyenként 250 MW-os Francis-turbinagenerátort hajt meg, mielőtt egy 1,2 kilométer hosszú alagúton keresztül a víz visszafolyik a Szatledzsbe. A gát és az erőmű közötti magasságkülönbség 298 méter bruttó hidraulikai magasságot biztosít. A gát a Baszpa vízszintjét is mintegy egy kilométer hosszan visszaduzzasztja.

## Galéria

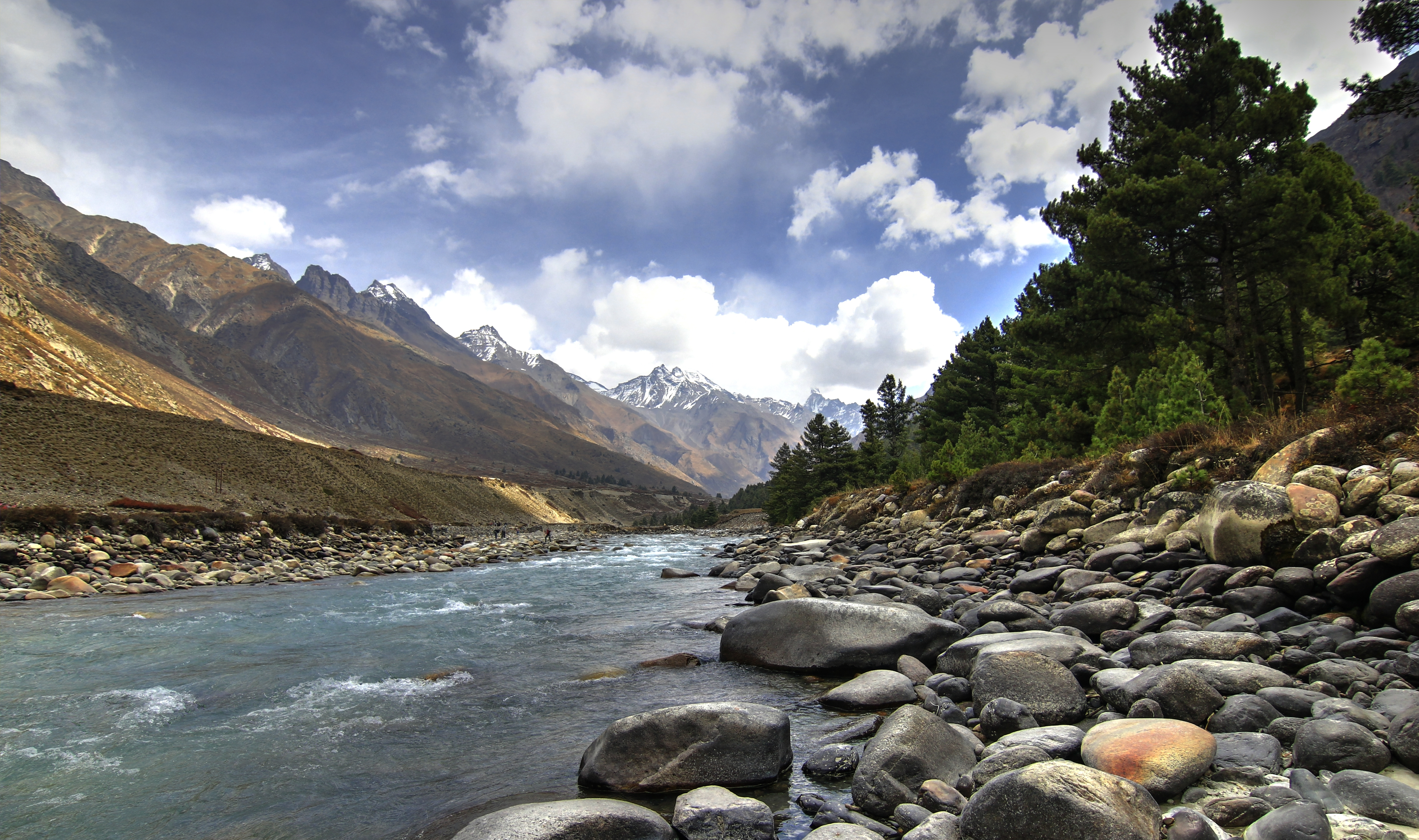
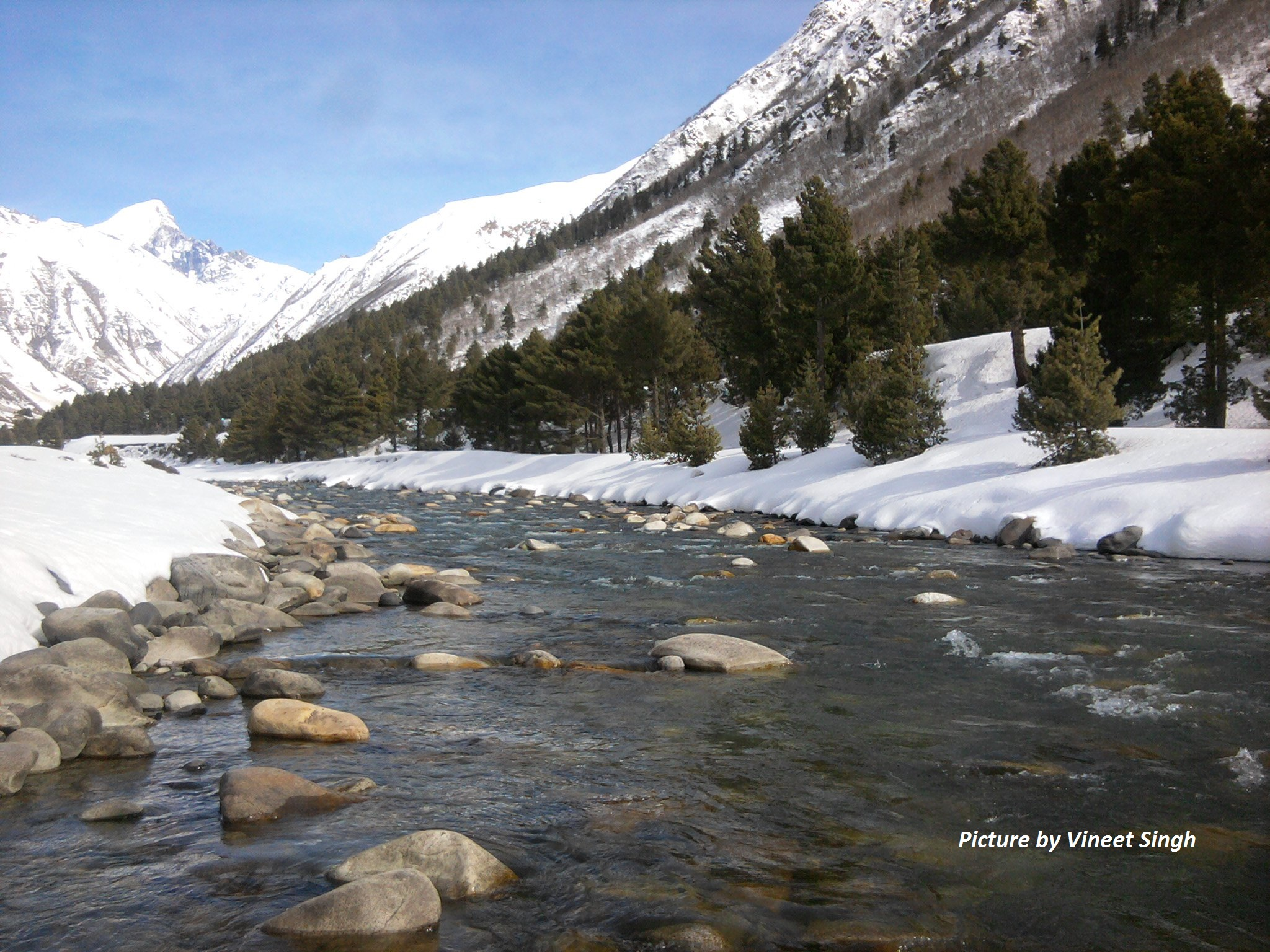
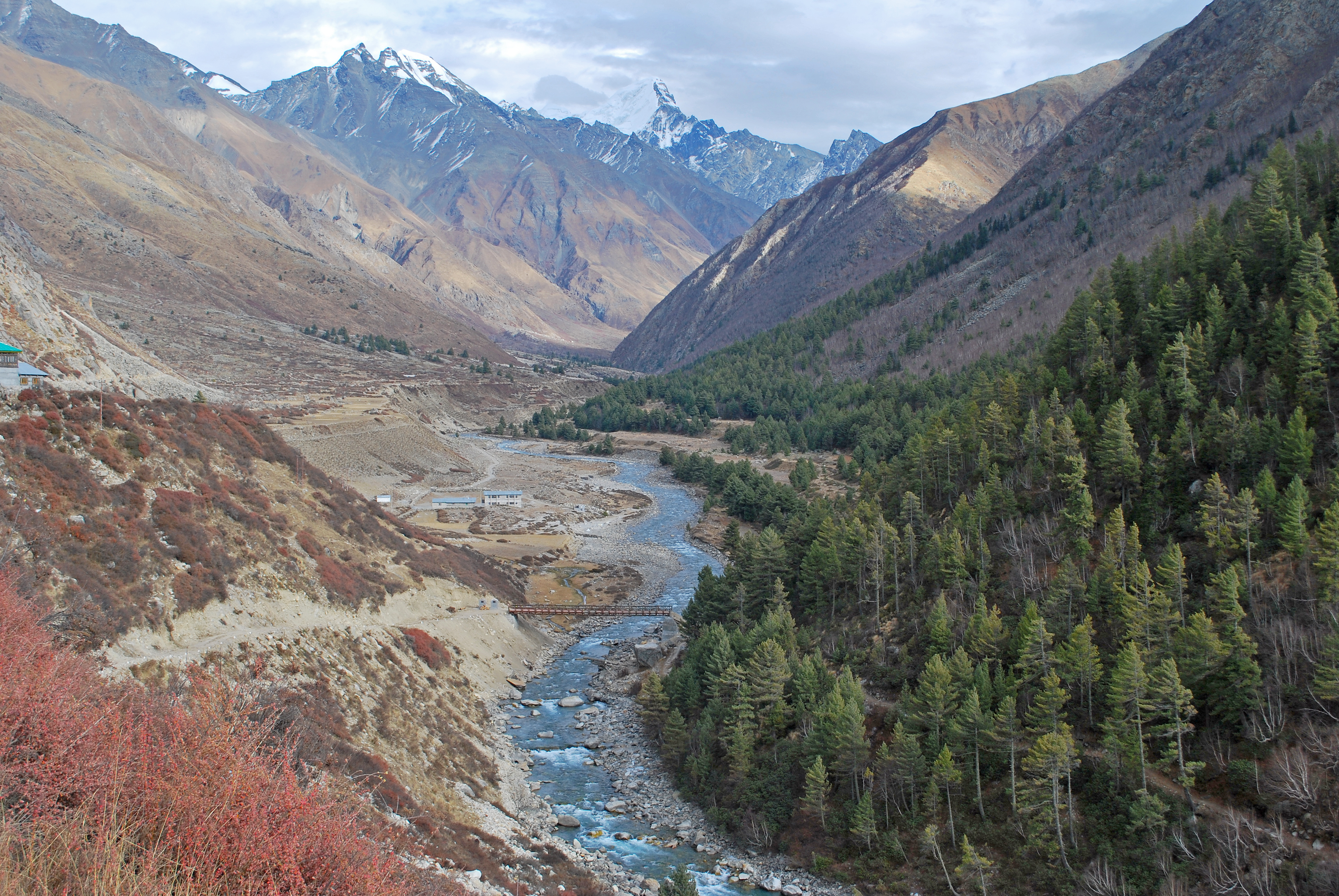
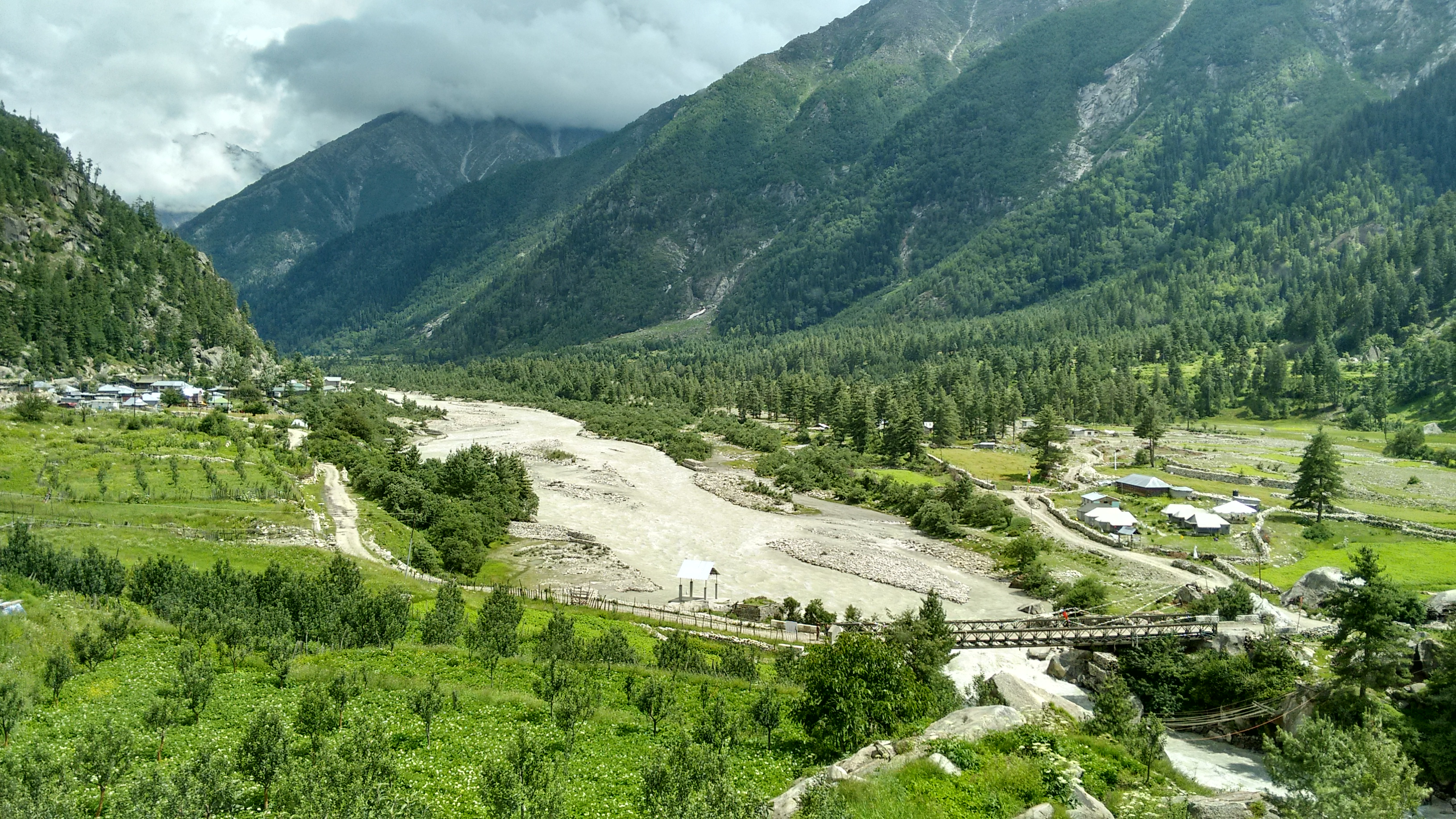

## Fordítás
- Ez a szócikk részben vagy egészben  a   Baspa című német Wikipédia-szócikk ezen változatának fordításán alapul.  Az eredeti cikk szerkesztőit annak laptörténete sorolja fel. Ez a jelzés csupán a megfogalmazás eredetét és a szerzői jogokat jelzi, nem szolgál a cikkben szereplő információk forrásmegjelöléseként.